# Vincenzo Cabianca

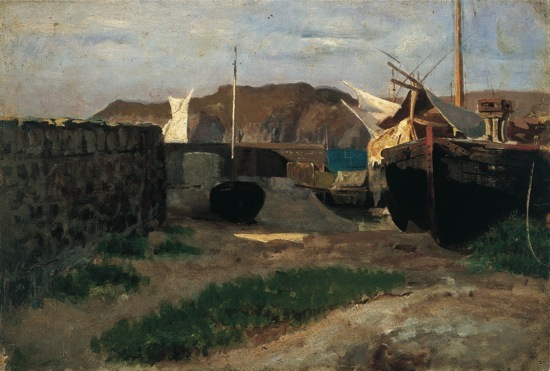
Barcos a Sestri Levante.

Vincenzo Cabianca (Verona, 20 de junio de 1827 - Roma, 22 de marzo de 1902) fue un pintor impresionista italiano. 
Cabianca empezó su carrera en su ciudad natal, para continuar después en Venecia, ligado a la Academia de esta ciudad. 
A pesar del estrecho contacto que mantuvo con Telemaco Signorini y Odoardo Borrani desde 1853, año en que se trasladó a Florencia, hasta 1855 pintó sobre todo interiores. Solo en 1858 adoptó completamente la poética de los macchiaioli. En el 1870 se trasladó a Roma donde se orientó a la pintura de género.
Con motivo del centenario de su nacimiento, se organizó una exposición en 1927. Posteriormente, sólo hubo nuevas exposiciones 80 años después, en Perugia y Florencia. 

## Obras
- Autorretrato (1854).
- Val del Serchio (1854).
- Vendemmia in Toscana (1854) (Vendimia en Toscana).
- L'addio del volontario (1858) (El adiós del voluntario).
- L'ombrellino (1858) (paraguas).
- L'abbandonata (1858) (La abandonada)
- Pia dei Tolomei condotta al castello di Maremma (1858).
- Lungomare (1860) (Litoral).
- Arco a Portovenere (1860).
- Avanzi della chiesa di San Pietro a Portovenere (1860).
- Novellieri toscani (1860).
- Costume o maternità (1860).
- Zuavi (1860).
- Due pescatori in cammino (1861) (Dos pescadores caminando).
- Contadina a Montemurlo (1861) (Campesina a Montemurlo)
- Marmoles a Carrara Marina (1861).
- Le monachine (o il mattino) (1861) (Las pequeñas monjas (o la mañana))
- Segreti del chiostro (1861) (Secretos del monasterio).
- La filatrice (1862) (La hilandera).
- Castiglion Fiorentino (1862)
- Strada a Palestrina (1862) (Camino a Palestrina).
- Donne a Montemurlo (1862) (Mujeres en Montemurlo).
- Ritorno dai campi (1862) (Retorno del campo).
- Canale della Maremma toscana (1862) (Canal de los pantanos en la toscana).
- Studio di donna (Montemurlo) (1862).
- Cipressi al Poggio Imperiale (1863).
- Strada campestre (1863) (Camino campestre).
- Venise (1863).
- Cortile colonico a Castiglioncello (1864) (Patio en Castiglioncello).
- Viareggio (1865).
- Al sole (1866) (Al sol).
- Chiostro di S. Zeno a Verona (1867) (Monasterio de San Zeno en Verona).
- Donne sul ponte a Venezia (Mujeres en el puente en Venecia).
- La passeggiata (Il padre e la sorella del pittore) (1867) (El paseo - el padre y la hermana del pintor).
- La monaca (1867) (La monja).
- Palestrina (1868).
- Effetto di sole (1868-72) (Efecto del sol).
- Marina con torre diroccata (1870) (Marina con vestigio de torre).
- Nudo seduto (1870) (Desnudo sentado).
- Paesaggio con figure (1870) (Paisaje con figuras).
- Neptune (1870) et (1872).
- Barche a Sestri Levante (1881) (Barcos en Sestri Levante).
- Riposo in montagna (1884) (Descanso en la montaña).
- Canale della Madonna dell’orto a Venezia (1889) (Canal de la Vigen del Orto en Venecia).
- Nell’isola di Murano (1889) (En la islavde Murano)
- Aia (1890) (Patio).
- Nevi romane (1893) (Nieves romanas).
- Canale veneziano (1895) (Canal veneciano).
- Case a Lerici (Casas en Lerici.
- Bagno tra gli scogli (1868) (Baño entre los escollos).
- Spiaggia a Viareggio (playa en Viareggio).
- Suore che guardano il mare (bonnes-sœurs regardant la mer).
- Contadinelli (Pequeñps campesinos).
- Chiesa a Forio d'Ischia 1900 (Iglesia en Forio d'Hischia).
- Mattutino 1901 (Matutino).
- Suora domenicana da tergo appoggiata ad un parapetto (Monja dominicana apoyada a un parapeto).